# Паллант (гігант)
Паллант (грец. Πάλλας) — крилатий козлоподібний гігант, один з героїв гігантомахії, якого вбила Афіна уламком скелі.
Паллант мав намір зґвалтувати Афіну, однак був вбитий нею каменем під час битви олімпійців з гігантами. Афіна здерла з нього, ще живого, шкіру, зробивши з неї щит, а його крила приробила до власних плечей.
На думку окремих авторів, саме через це вбивство богиня почала називатись Афіна Паллада.